# Žydrūnas Ilgauskas
Žydrūnas Ilgauskas (Kaunas, 5 de junho de 1975) é um ex-jogador profissional de basquetebol lituânio, nacionalizado norte-americano, que atuava como pivô.

## Carreira
Ilgauskas jogou 12 temporadas pelo Cleveland Cavaliers da NBA entre 1997-2010, onde se tornou ídolo da torcida. Atuando pelo Cleveland Cavaliers, Ilgauskas foi chamado 2 vezes para o NBA All-Star Game, nas temporadas de 2002-2003 e 2004-2005. Ao lado de LeBron James, ajudou o Cleveland Cavaliers a conquistar a Conferência Leste (2007) e 2 títulos da Divisão Central (2009, 2010). Ilgauskas é o segundo jogador com mais jogos (771) e o primeiro com mais tocos (1.269), em toda história do Cleveland Cavaliers. Sua última temporada na NBA foi em 2010-2011, atuando pelo Miami Heat, onde conquistou a Divisão Sudeste e a Conferência Leste. Em setembro de 2011, Ilgauskas anunciou sua aposentaria das quadras. Em março de 2014, sua camisa de número 11 foi aposentada pelo Cleveland Cavaliers.

## Estatísticas na NBA

### Temporada Regular
| Ano      | Equipe              | PJ  | PT  | MPJ  | AP   | 3P   | LL    | RT  | AS  | BR  | TO  | PPJ  |
| -------- | ------------------- | --- | --- | ---- | ---- | ---- | ----- | --- | --- | --- | --- | ---- |
| 1997-98  | Cleveland Cavaliers | 82  | 81  | 29.0 | .518 | .250 | .762  | 8.8 | 0.9 | 0.6 | 1.3 | 13.9 |
| 1998-99  | Cleveland Cavaliers | 5   | 5   | 34.2 | .509 | .000 | .600  | 8.8 | 0.8 | 0.8 | 1.4 | 15.2 |
| 2000-01  | Cleveland Cavaliers | 24  | 24  | 25.7 | .487 | .000 | .679  | 6.7 | 0.8 | 0.6 | 1.5 | 11.7 |
| 2001-02  | Cleveland Cavaliers | 62  | 23  | 21.4 | .425 | .000 | .754  | 5.4 | 1.1 | 0.3 | 1.4 | 11.1 |
| 2002-03  | Cleveland Cavaliers | 81  | 81  | 30.0 | .441 | .000 | .781  | 7.5 | 1.6 | 0.7 | 1.9 | 17.2 |
| 2003-04  | Cleveland Cavaliers | 81  | 81  | 31.3 | .483 | .286 | .746  | 8.1 | 1.3 | 0.5 | 2.5 | 15.3 |
| 2004-05  | Cleveland Cavaliers | 78  | 78  | 33.5 | .468 | .286 | .799  | 8.6 | 1.3 | 0.7 | 2.1 | 16.9 |
| 2005-06  | Cleveland Cavaliers | 78  | 78  | 29.3 | .506 | .000 | .834  | 7.6 | 1.2 | 0.5 | 1.7 | 15.6 |
| 2006-07  | Cleveland Cavaliers | 78  | 78  | 27.3 | .485 | .000 | .807  | 7.7 | 1.6 | 0.6 | 1.3 | 11.9 |
| 2007-08  | Cleveland Cavaliers | 73  | 73  | 30.4 | .474 | .000 | .802  | 9.3 | 1.4 | 0.5 | 1.6 | 14.1 |
| 2008-09  | Cleveland Cavaliers | 65  | 65  | 27.2 | .472 | .385 | .799  | 7.5 | 1.0 | 0.4 | 1.3 | 12.9 |
| 2009-10  | Cleveland Cavaliers | 64  | 6   | 20.9 | .443 | .478 | .743  | 5.4 | 0.8 | 1.2 | 0.8 | 7.4  |
| 2010-11  | Miami Heat          | 72  | 51  | 15.9 | .508 | .000 | .783  | 4.0 | 0.4 | 0.3 | 0.8 | 5.0  |
| Total    | Total               | 843 | 724 | 27.2 | .476 | .310 | .780  | 7.3 | 1.1 | 0.5 | 1.6 | 13.0 |
| All-Star | All-Star            | 2   | 0   | 10.5 | .556 | .000 | 1.000 | 3.5 | 0.5 | 0.0 | 1.0 | 6.0  |

### Playoffs
| Ano     | Equipe              | PJ | PT | MPJ  | AP   | 3P   | LL   | RT  | AS  | BR  | TO  | PPJ  |
| ------- | ------------------- | -- | -- | ---- | ---- | ---- | ---- | --- | --- | --- | --- | ---- |
| 1997-98 | Cleveland Cavaliers | 4  | 4  | 36.8 | .571 | .000 | .520 | 7.5 | 0.5 | 0.5 | 1.3 | 17.3 |
| 2005-06 | Cleveland Cavaliers | 13 | 13 | 27.2 | .454 | .000 | .750 | 6.3 | 0.8 | 0.4 | 2.1 | 10.4 |
| 2006-07 | Cleveland Cavaliers | 20 | 20 | 32.5 | .492 | .000 | .838 | 9.7 | 0.9 | 0.5 | 0.8 | 12.6 |
| 2007-08 | Cleveland Cavaliers | 13 | 13 | 30.2 | .479 | .000 | .818 | 7.5 | 1.6 | 0.4 | 1.1 | 13.1 |
| 2008-09 | Cleveland Cavaliers | 14 | 14 | 29.1 | .449 | .154 | .636 | 7.8 | 1.2 | 0.4 | 0.9 | 10.5 |
| 2009-10 | Cleveland Cavaliers | 7  | 0  | 9.9  | .385 | .000 | .667 | 1.6 | 0.4 | 0.0 | 1.0 | 1.7  |
| 2010-11 | Miami Heat          | 9  | 8  | 11.6 | .467 | .000 | .667 | 3.6 | 0.3 | 0.0 | 0.3 | 3.6  |
| Total   | Total               | 80 | 72 | 26.5 | .477 | .154 | .744 | 6.9 | 0.9 | 0.3 | 1.1 | 10.2 |